# Оцуті

39°21′35″ пн. ш. 141°54′23″ сх. д. / 39.35972° пн. ш. 141.90639° сх. д.
О́цуті (яп. 大槌町, おおつちちょう, МФА: [oːt͡su̥t͡ɕi t͡ɕoː]) — містечко в Японії, в повіті Камі-Хей префектури Івате. Традиційне ремесло — вилов кривоносого лосося Намбу. Станом на 1 жовтня 2007 площа містечка становила 200,59 км². Станом на 1 вересня 2008 населення містечка становило 15 706 осіб.